# أوتو شومان
أوتو شومان (بالألمانية: Otto Schumann)‏ هو سياسي ألماني، ولد في 11 سبتمبر 1886 في متز في فرنسا، وتوفي في 8 نوفمبر 1952 في دتمولد في ألمانيا. حزبياً، نشط في الحزب النازي وحزب الشعب الوطني الألماني.